# PandaBoard

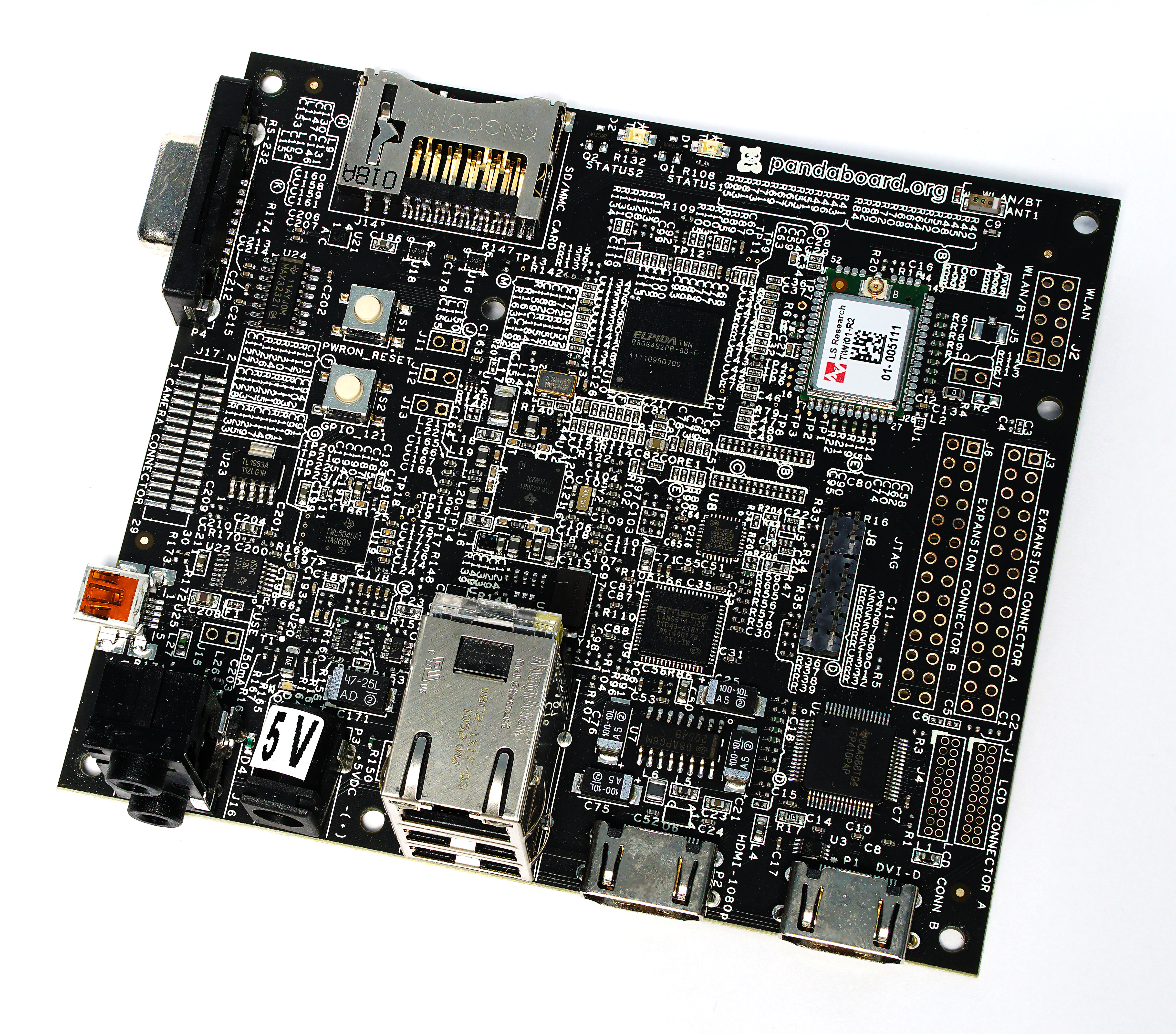
PandaBoard

Das PandaBoard ist ein Einplatinencomputer, der von einer freien Entwickler-Community entworfen und unterstützt wurde. Es existieren zwei Varianten des Boards. Die neuere Revision aus dem Jahre 2011 mit dem Namenskürzel ES basiert auf dem OMAP4460-SoC von Texas Instruments mit einer maximalen Taktfrequenz von 1,2 GHz. Die zuvor im Jahre 2010 veröffentlichte Variante nutzt einen OMAP4430 mit 1 GHz Taktfrequenz. Ansonsten unterscheiden sich beide Board-Varianten nicht wesentlich voneinander.
Das Pandaboard wurde zum Preis von etwa 150 bis 180 Euro verkauft.

## Spezifikationen

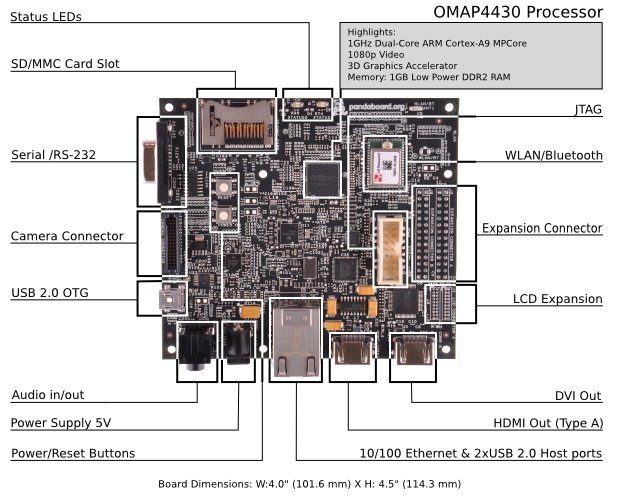
PandaBoard mit Lage der Anschlüsse

Die folgende Tabelle listet die Spezifikationen des Pandaboard auf:
|                           | Pandaboard                                                                     | Pandaboard ES                                                                  |
| ------------------------- | ------------------------------------------------------------------------------ | ------------------------------------------------------------------------------ |
| Größe:                    | 114,3 mm × 101,6 mm                                                            | 114,3 mm × 101,6 mm                                                            |
| System-on-a-Chip:         | TI OMAP4430                                                                    | TI OMAP4460                                                                    |
| CPU:                      | ARM-Cortex-A9-CPU mit zwei Kernen                                              | ARM-Cortex-A9-CPU mit zwei Kernen                                              |
| Taktfrequenz:             | 1 GHz                                                                          | 1,2 GHz                                                                        |
| Grafikprozessor:          | PowerVR SGX540                                                                 | PowerVR SGX540                                                                 |
| Arbeitsspeicher:          | 1 GB DDR2-SDRAM (stromsparende Architektur)                                    | 1 GB DDR2-SDRAM (stromsparende Architektur)                                    |
| USB-2.0-Anschlüsse:       | 2 (jeweils bis 500 mA belastbar), 1 × USB-OTG                                  | 2 (jeweils bis 500 mA belastbar), 1 × USB-OTG                                  |
| Videoausgabe:             | HDMI, DVI-D                                                                    | HDMI, DVI-D                                                                    |
| Audioausgang:             | 3,5-mm-Klinkenstecker (analog), HDMI (digital)                                 | 3,5-mm-Klinkenstecker (analog), HDMI (digital)                                 |
| Audioeingang:             | 3,5-mm-Klinkenstecker (analog)                                                 | 3,5-mm-Klinkenstecker (analog)                                                 |
| Nichtflüchtiger Speicher: | SD/MMC/SDIO-Kartenleser (bis 32 GB)                                            | SD/MMC/SDIO-Kartenleser (bis 32 GB)                                            |
| Netzwerk:                 | 10/100 MBit-Ethernet, Wireless LAN 802.11 b/g/n, Bluetooth 2.1 + EDR           | 10/100 MBit-Ethernet, Wireless LAN 802.11 b/g/n, Bluetooth 2.1 + EDR           |
| Debug-Schnittstellen:     | GPIO-Pins, 14-Pin-JTAG, UART                                                   | GPIO-Pins, 14-Pin-JTAG, UART                                                   |
| Echtzeituhr:              | vorhanden, aber nicht batteriegestützt                                         | vorhanden, aber nicht batteriegestützt                                         |
| Spannungsversorgung:      | 5 Volt; über Netzteil (Rundstecker) oder USB                                   | 5 Volt; über Netzteil (Rundstecker) oder USB                                   |
| Sonstiges:                | 2 Taster, 3 LED (2 frei programmierbar), PINs für Display- und Kameraanschluss | 2 Taster, 3 LED (2 frei programmierbar), PINs für Display- und Kameraanschluss |

Das Board hat ohne Verbraucher am USB-Anschluss eine Leistungsaufnahme von etwa 3 bis 6 Watt, je nach CPU-Last. Das Hardware-Design ist wie beim BeagleBoard frei. Es kommt ein ARM-Cortex-A9-Prozessor zum Einsatz.

## Betriebssysteme
Diverse Linux-Distributionen sowie linuxbasierte Betriebssysteme sind für das Pandaboard verfügbar. Dazu gehören Ubuntu, Arch Linux und Ångström als klassische Distributionen sowie Betriebssysteme wie Android und Meego. Wegen der Portierung von OpenBSD auf die ARM-Mikroprozessor-Architektur kann es auf das PandaBoard und das PandaBoard ES installiert werden, ebenso auf verschiedene Versionen der BeagleBoards, Cubieboards und das pcDuino. Das Projekt OpenBSD/armv7 besteht seit 2013.
Zusätzlich gibt es auch RISC OS, ein Betriebssystem, welches auf die ersten ARM-Prozessoren zurückgeht. RISC OS ist sehr schnell und verfolgt mit seiner GUI (= WIMP → Windows Icons Mouse Pointer) eine sehr kompakte und eigene Bedienphilosophie, welche konsequentes Drag&Drop einsetzt. Es handelt sich um ein eigenständiges System, welches aktuell weiter entwickelt wird und nicht auf Linux basiert.

## Ähnliche Geräte
- Arduino
- Banana Pi
- BeagleBoard
- Cubieboard
- Ethernut
- Intel Galileo
- Orange Pi
- Raspberry Pi
- Tinkerforge